# Tần Kỳ
Tần Kỳ (chữ Hán: 秦琪, phiên âm Qin Qi, mất năm 200) là một nhân vật hư cấu trong tiểu thuyết lịch sử Tam Quốc diễn nghĩa của nhà văn La Quán Trung. Trong triểu thuyết này Tần Kỳ được mô tả là một vị tướng của Tào Tháo - một bá vương trong thời kỳ Tam Quốc của lịch sử Trung Quốc, Tần Kỳ được giao nhiệm vụ là tướng giữ cửa quan tại sông Hoàng Hà. Ông đã bị Quan Vũ giết hại khi ngăn không cho ông này tìm về với người anh kết nghĩa của mình là Lưu Bị, điều đó được thể hiện trong điển tích "qua năm ải, chém sáu tướng" tại Hồi thứ 27, trong đó Tần Kỳ là viên tướng bị chém cuối cùng.

## Thân thế
Trong Tam Quốc diễn nghĩa, Tần Kỳ là cháu của Sái Dương (chữ Hán: 蔡陽, phiên âm: Cai Yang), là một viên tướng dưới quyền của Tào Tháo, Sái Dương đã đem gửi gắm người cháu của mình cho Hạ Hầu Đôn để theo con đường binh nghiệp, Hạ Hầu Đôn đã bổ nhiệm cho Tần Kỳ làm bộ tướng và phụ trách canh giữ của ải Hoàng Hà, kiêm phụ trách tàu thuyền, vận chuyển... đây là nhiệm vụ quan trọng vì phía bắc của ải là địa phận của Viên Thiệu, một lãnh chúa đối đầu với Tào Tháo.

## Chặn Quan Vũ và bị giết

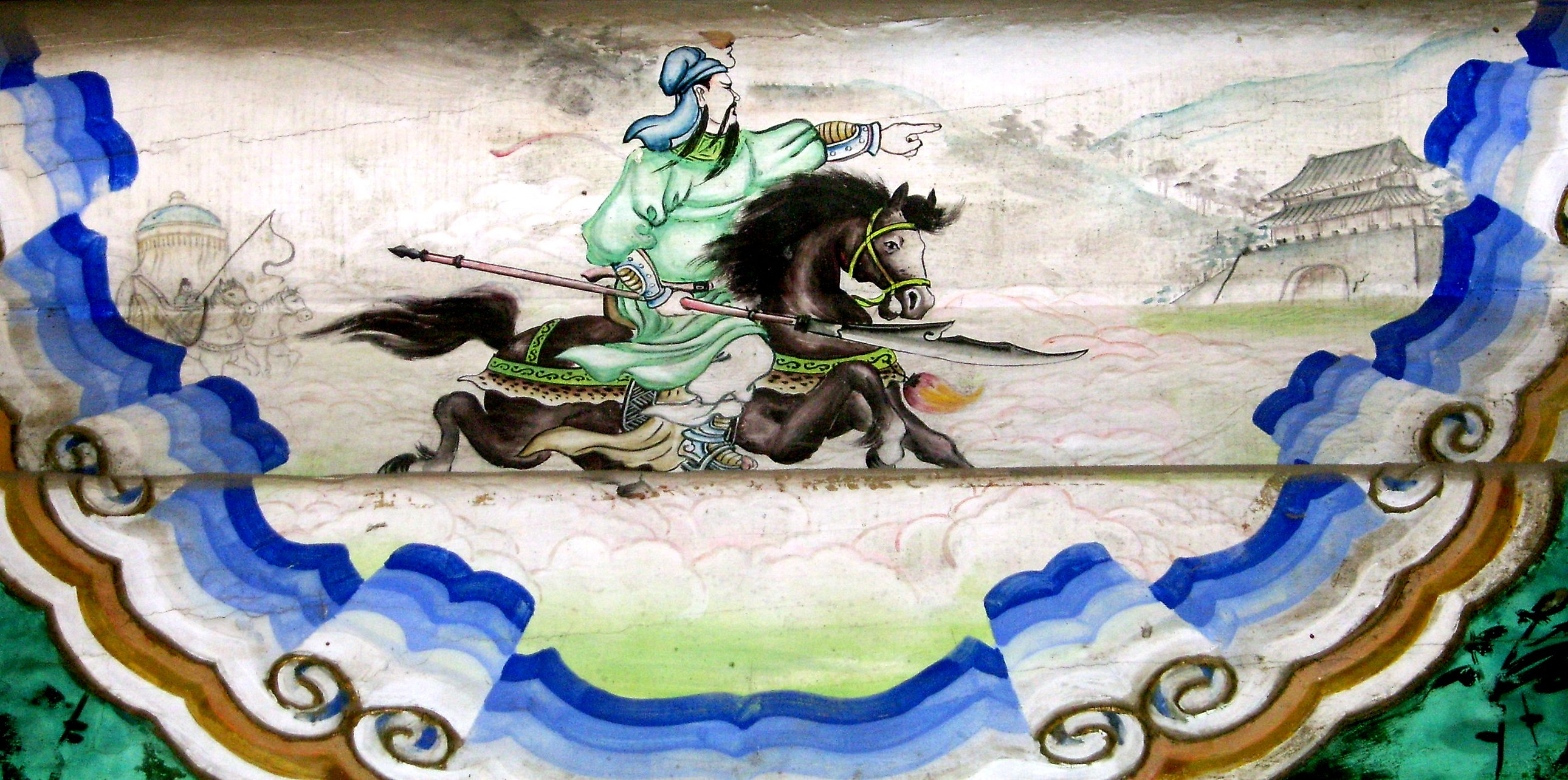
Quan Vũ hộ tống hai vị phu nhân

Sau khi Quan Vũ đã vượt qua bốn cửa ải và chém liên tục nhiều tướng, cuối cùng ông ta đã đến được sông Hoàng Hà, biên giới với Hà Bắc. Tần Kỳ được tin liền dẫn quân ra xét hỏi, Quan Vũ trả lời muốn sang Hà Bắc tìm anh là Lưu Huyền Đức, xin cho nhờ bến đò. Tần Kỳ yêu cầu xuất trình công văn của Tào Tháo nhưng Quan Vũ từ chối vì theo ông ta là do "không chịu quyền phép của thừa tướng, còn có công văn gì?"
Tần Kỳ kiên quyết không cho qua vì: "Ta vâng lệnh Hạ Hầu tướng quân giữ cửa ải này. Ngươi dù có cánh cũng không bay qua được!" Để uy hiếp, Quan Vũ đã liệt kê ra cả trường hợp mấy tướng đã bị ông này giết trước đó, nhưng Tần Kỳ đáp trả mạnh mẽ rằng:
| “ | Mi chỉ giết những đứa tướng hèn vô danh chứ mi dám giết ta à? | ” |

Quan Công hỏi thêm rằng:
| “ | Vậy nhà ngươi đã bằng Nhan Lương, Văn Xú chưa? | ” |

Tần Kỳ giận dữ vì tự ái khi bị đem ra so sánh như vậy, liền thúc ngựa lại đánh Quan Vũ. Hai ngựa gặp nhau mới được một hiệp, Quan Vũ đã dùng đao chém đầu Tần Kỳ đã rơi xuống. Và tiếp tục cuộc hành trình.

## Diễn biến sau đó
Sau khi biết tin Tần Kỳ bị chém, Hạ Hầu Đôn nổi giận vì ái ngại đã để cho Tần Kỳ do Sái Dương gửi gắm chết nên đã đuổi theo và kịch chiến với Quan Vũ, Trương Liêu xuất hiện đã can ngăn kịp thời. Sái Dương sau khi biết tin Tần Kỳ bị chém cũng bất chấp lệnh của Tào Tháo dẫn quân truy sát Quan Vũ để báo thù cho Tần Kỳ và cũng đã bị Quan Vũ chém tại Cổ Thành sau ba hồi trống của Trương Phi.

## Trong tác phẩm Trọng Tương vấn Hán
Trong tác phẩm Trọng Tương vấn Hán, Tần Kỳ được đề cập đến là hậu kiếp của Dương Tu một trong sáu tướng phản bội Hạng Vũ, nên đã phải trả giá vì hành vi của kiếp trước.